# Asphondylia rudbeckiaeconspicua
Asphondylia rudbeckiaeconspicua är en tvåvingeart som beskrevs av Osten Sacken 1878. Asphondylia rudbeckiaeconspicua ingår i släktet Asphondylia och familjen gallmyggor. Inga underarter finns listade i Catalogue of Life.